# ラマー・サンダース
ラマー・サンダース（Lamar Sanders、1984年7月11日 - )は、アメリカ合衆国出身のバスケットボール選手である。ポジションはパワーフォワード。身長200cm、体重114kg。Bリーグ・B2のFイーグルス名古屋に所属している。
ラマー大学を卒業後、2008年から2011年までABAのサウスイーストテキサス・マーベリックスに所属し、2011年から2012年まで同じくABAのジャクソンビル・ジャイアンツでプレイした。
2012年、JBL2所属のデイトリックつくばに移籍しJBL2 2012-13シーズンの最多リバウンド、最多ブロックショット、最多スティールのタイトルを獲得。ベストファイブにも選出された。シーズン終了後にJBLがNBLとNBDLに再編される過程で、当初NBLに加わる予定だったデイトリックが脱退することになり、サンダースはデイトリックと同じくつくば市を本拠地とするつくばロボッツに移籍した。ロボッツにはNBL 2014-15シーズンまで所属した。
2016年には古巣サウスイーストテキサス・マーベリックスの流れを組むケンタッキー・マーベリックスに復帰し、同年10月にはBリーグ・B2のFイーグルス名古屋と契約した。